# Birpur
Birpur é um cidade no distrito de Supaul, no estado indiano de Bihar.

## Geografia
Birpur está localizada a 25° 32′ N, 83° 51′ L. Tem uma altitude média de 54 metros (177 pés).

## Demografia
Segundo o censo de 2001, Birpur tinha uma população de 17 730 habitantes. Os indivíduos do sexo masculino constituem 54% da população e os do sexo feminino 46%. Birpur tem uma taxa de literacia de 56%, inferior à média nacional de 59,5%; a literacia entre pessoas do sexo masculino é de 65% e de 46% entre pessoas do sexo feminino. 15% da população está abaixo dos 6 anos de idade.